# 莉雅·琦比德
莉雅·琦比德(1978年1月3日—），是一位埃塞俄比亞出生的超級模特、孕產婦健康倡導者、服裝設計師和演員。她曾三次登上《Vogue》的封面。
自2005年起，琦比德擔任世界卫生组织孕產婦、新生兒和兒童健康大使。

## 簡介
2004年，她正式接任嘉露蓮娜·庫高娃，在Models.com封后成為眾模之首。

## 倡導
2005年，琦比德被任命為世衛組織孕產婦、新生兒和兒童健康親善大使。隨後她創立了莉雅·琦比德基金會，其使命是降低埃塞俄比亞和世界各地的孕產婦、新生兒和兒童死亡率。該組織資助宣傳和提高認識項目，並為低成本技術、社區教育、培訓和醫療計畫提供直接支持。

琦比德曾多次前往埃塞俄比亞支持孕產婦保健項目。她曾與比尔及梅琳达·盖茨基金会基金會在2009年多次合作。 琦比德也曾擔任全球發展中心2009年報告「從女孩開始：全球衛生新議程」的高級顧問。同時也在《哈芬登郵報》撰寫有關孕產婦和兒童健康的文章，她也是無艾滋病毒一代倡導者的成員，該組織是由博茨瓦納前總統費斯圖斯·莫哈埃領導的非洲領導組織。

## 獎項
2013年，琦比德因在基金會所做的慈善工作而被評為《魅力雜誌》年度女性之一。

## 出演作品
| 年份   | 標題                     | 角色                  | 參考 |
| ------ | ------------------------ | --------------------- | ---- |
| 2005年 | 軍火之王                 | Faith                 |      |
| 2006年 | 特務風雲：中情局誕生秘辛 | Miriam                |      |
| 2009年 | 沙漠之花                 | 华莉丝·迪里           |      |
| 2011年 | 黑金                     | Aicha                 |      |
| 2012年 | 追踪長尾豹馬修           | Reine Paya            |      |
| 2012年 | 資本(電影)               | Nassim                |      |
| 2013年 | 寂寞拍賣師               | Sarah                 |      |
| 2013年 | 純真                     | Moira Neal            |      |
| 2014年 | 巴黎遇見愛               | Magali dite Gracieuse |      |
| 2018年 | 城市獵人                 | Fille professeur      |      |

## 外部連結
- Official site, has scans of many sources for this article (after intro, select 'Press')
- Liya Kebede Fundraising Event （页面存档备份，存于） EthioTube Video
- 莉雅·琦比德於模特兒目錄（Fashion Model Directory）的相關資料
- Liya Kebede在互联网电影资料库（IMDb）上的資料（英文）
- 莉雅·琦比德的Instagram帳戶

| 前任： 嘉露蓮娜·庫高娃 | 超級名模世界排名歷年第一位 2004-2005 | 繼任： 黛莉亞·維寶莉 |